# Relations entre Israël et l'Union européenne
Les relations entre l'État d'Israël et l'Union européenne ont débuté en 1959 et sont encadrées notamment par la politique européenne de voisinage, le Partenariat Euromed et l'Union pour la Méditerranée.

## Accord entre Israël et l’Union européenne

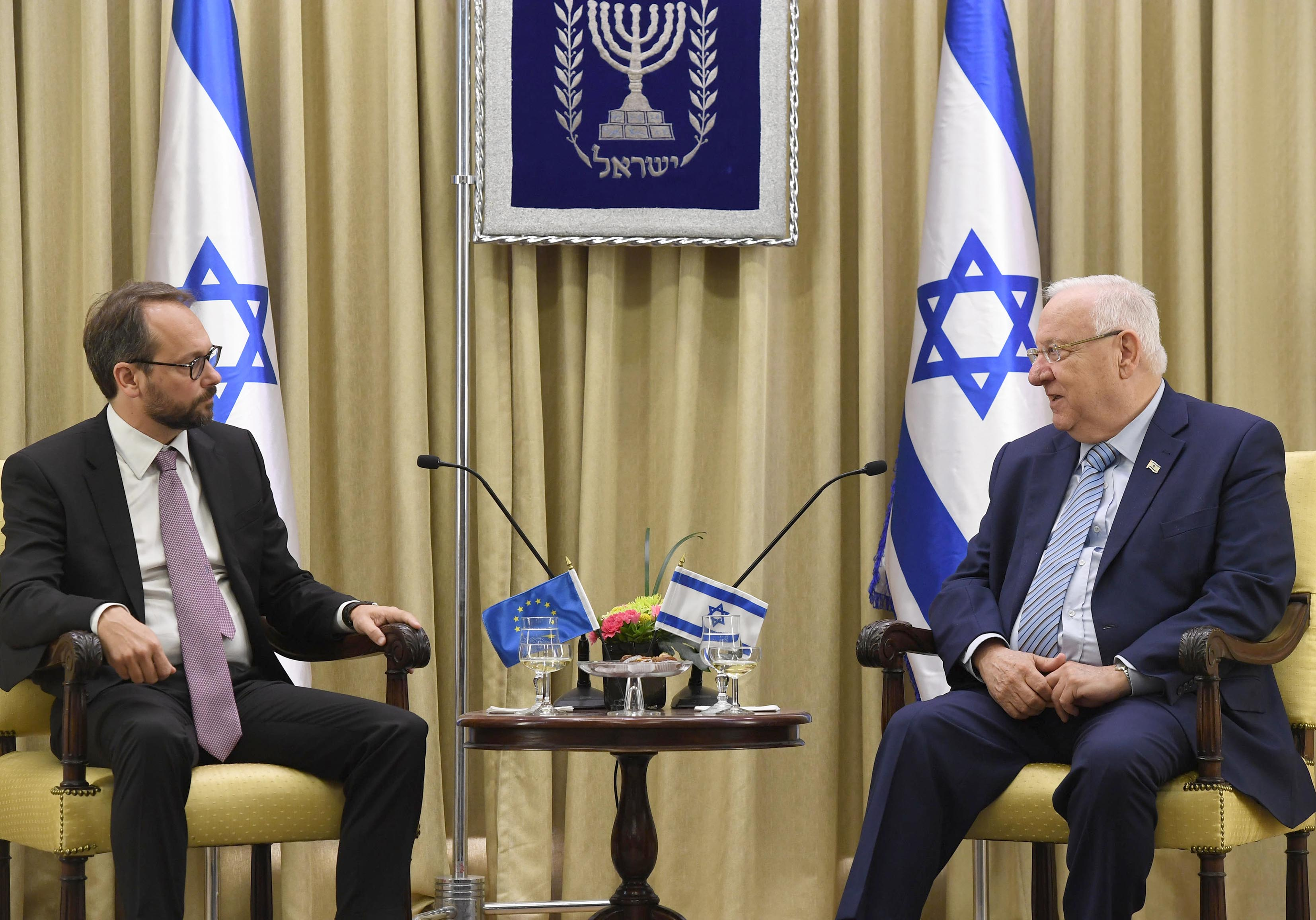
Rencontre entre Reuven Rivlin et l'ambassadeur de l'Union européenne, Emanuele Giaufret, en 2017.

### Accord euro-israélien de stabilisation et d'association
L'accord euro-israélien de stabilisation et d'association forme la base légale des relations entre l'Union européenne et l'État d'Israël. Cet accord est modelé d'après le réseau d'accords passés entre l'Union européenne et ses voisins du sud de la Méditerranée.
L'accord avec Israël comprend des arrangements de libre-échange pour les produits industriels, des arrangements concessionnels concernant le marché des produits agricoles (un nouvel accord sur ce sujet est entré en vigueur en 2004), et ouvre la perspective d'une plus grande libéralisation des biens et services ainsi que des produits agricoles.
L'accord de stabilisation et d'association a été signé le 20 novembre 1995, à Bruxelles et est entré en vigueur le 1er juin 2000, suivant sa ratification par les 15 parlements nationaux des États membres, le Parlement européen et la Knesset. Il remplace l'ancien accord de coopération, signé en 1975.
Des travaux visant à l'expansion des accords sont actuellement en suspens à la suite d'un vote au Parlement européen en décembre 2008 condamnant la poursuite des constructions dans les colonies juives en Cisjordanie et le blocus maritime imposé par Israël à la bande de Gaza sous l'autorité du Hamas. La ratification d'un Agreement on Conformity Assessment and Acceptance of Industrial Products (ACAA) par le Parlement européen est quant à elle repoussée en attendant de nouveaux progrès dans le processus de paix.

#### Commerce
Le commerce entre l'Union européenne et Israël est conduit sur base de l'accord de stabilisation et d'association. L'Union européenne est le premier partenaire commercial de l'État d'Israël. 33 % des exportations israéliennes allaient vers l'UE et 40 % de ses importations venaient de l'Union. Le commerce entre les 27 États membres et l'État d'Israël est passé de 19,6 milliards d'euros en 2003 à 21,36 milliards en 2004. Les exportations européennes vers Israël atteignaient 12,75 milliards d'euros en 2004 alors que les exportations de l'État hébreu vers le Vieux Continent s'élevaient à 8,6 milliards.
À la suite de l'accord euro-méditerranéen, l'UE et Israël ont des accords de libre-échange pour leurs produits industriels ainsi que d'importantes concessions pour le commerce de certains produits agricoles, tels que des droits de douane réduits ou éliminés.
Une cour de justice allemande a demandé une décision exécutoire à la Cour de justice de l'Union concernant l'application ou non du régime de libre-échange pour les bien produits dans les colonies israéliennes des territoires palestiniens occupés. Le gouvernement avait annoncé qu'il considérait que les droits de douane ne pouvaient pas être annulés pour les « biens provenant des territoires occupés ». La Cour, exprimant son accord avec la position allemande, statua en février 2010 que les biens des colonies n'étaient pas éligibles pour le traitement préférentiel de l'accord de stabilisation et d'association euro-israélien, et autorisa les États membres à réimposer les droits de douane sur les produits des colonies.

#### Accords de coopération
En juin 2013, une directive de l'Union européenne dispose que « tous les accords entre l'État d'Israël et l'Union européenne doivent indiquer sans ambiguïté et explicitement qu'ils ne s'appliquent pas aux territoires occupés par Israël en 1967 »

### Coopération scientifique
L'État d'Israël fut le premier pays non européen à être associé au programme-cadre de recherche communautaire de l'Union européenne. Le statut spécial d'Israël est dû à son très haut niveau de capacité de recherche et développement ainsi qu'à un réseau dense et ancien de coopérations techniques scientifiques entre Israël et des États membres. La Commission européenne a signé un accord avec Israël en 2004 autorisant sa participation à Galileo, le Système de positionnement par satellites de l'Union européenne.

### Coopération énergétique
En juin 2022, dans le contexte de l'invasion russe en l'Ukraine, l'Union européenne à la recherche de fournisseurs alternatifs de gaz, décide de se tourner vers Israël qui vient de découvrir d'importants gisements dans sa zone économique exclusive en Méditerranée. La présidente de la Commission européenne Ursula von der Leyen, se rend en Israël le 13 et 14 juin et rencontre les ministres israéliens des Affaires étrangères et de l'Énergie Yaïr Lapid et Karine Elharrar, ainsi que le chef du gouvernement Naftali Bennett pour mettre au point un nouveau partenariat énergétique. 
Trois options s'offrent à Israël pour exporter une partie de son gaz vers l'Europe : 
- via l'Égypte, voisin déjà relié à l'État hébreu par un pipeline, pour ensuite le liquéfier et le transporter par bateau en Europe
- construire un gazoduc vers la Turquie qui est, elle, reliée à l'Europe
- construire une nouvelle route des hydrocarbures directement vers le sud européen

### Partenariat euro-méditerranéen
En raison de son haut niveau de revenu national, Israël n'est pas éligible pour recevoir des fonds du programme européen MEDA. Néanmoins, Israël participe à de nombreux programmes régionaux financés par le MEDA :
- De jeunes Israéliens participent aux programmes d'échange en Europe et dans d'autres pays méditerranéens grâce au Programme euro-méditerranéen d'action pour la jeunesse.
- Des réalisateurs israéliens ont bénéficié de formations et de fonds du Programme audiovisuel euro-méditerranéen.

### Traités bilatéraux entre l'Union et Israël
| Titre | Date de signature | Lieu de signature | Entrée en vigueur | Durée     | Journal officiel              | Compétence | Base légale                                   |
| --- | ----------------- | ----------------- | ----------------- | --------- | ----------------------------- | ---------- | --------------------------------------------- |
| Accord avec Israël négocié conformément à l'article XXVIII(4) du GATT, signé à Genève le 15 janvier 1970 | 12 janvier 1970   | Genève            | 12 janvier 1970   | Indéfinie | L218, 3 octobre 1970, p. 31   | Exclusive  | Article 113                                   |
| Accord euro-méditerranéen établissant une association entre les Communautés européennes et Israël | 20 novembre 1995  | Bruxelles         | 1er juin 2000     | Indéfinie | L147, 21 juin 2000, p. 3      | Mixte      | Article 310 TCE Article 95 TCECA              |
| Accord sous forme d'échange de lettres entre la Communauté et Israël concernant les problèmes bilatéraux en suspens | 20 novembre 1995  | Bruxelles         | 1er juin 2000     | Indéfinie | L147, 21 juin 2000, p. 166    | Exclusive  | TCE et TCECA                                  |
| Accord sous forme d'échange de lettres concernant la mise en œuvre des accords du cycle d'Uruguay | 20 novembre 1995  | –                 | 20 novembre 1995  | Indéfinie | L147, 21 juin 2000, p. 169    | Exclusive  | TCE et TCECA                                  |
| Accord de coopération scientifique et technique entre la Communauté européenne et l'État d'Israël | 25 mars 1996      | Bruxelles         | 6 août 1996       | Définie   | L209, 19 août 1996, p. 23     | Exclusive  | Article 130 TCE                               |
| Accord sur l'adaptation du régime à l'importation dans la Communauté d'oranges originaires d'Israël | 10 décembre 1996  | –                 | 10 décembre 1996  | Indéfinie | L327, 18 décembre 1996, p. 3  | Exclusive  | Article 113 TCE                               |
| Accord sur les marchés par les opérateurs de télécommunications | 10 juillet 1997   | Bruxelles         | 1er août 1997     | Indéfinie | L202, 30 juillet 1997, p. 74  | Exclusive  | Article 55 TCE Article 66 TCE Article 113 TCE |
| Accord entre la Communauté européenne et l'État d'Israël sur les marchés publics | 10 juillet 1997   | Bruxelles         | 1er août 1997     | Indéfinie | L202, 30 juillet 1997, p. 85  | Exclusive  | Article 55 TCE Article 66 TCE Article 113 TCE |
| Accord sur la reconnaissance mutuelle des principes de l'OCDE de bonnes pratiques de laboratoire (BPL) et des programmes de surveillance de la conformité | 27 juillet 1999   | Bruxelles         | 1er mai 2000      | Indéfinie | L263, 9 octobre 1999, p. 7    | Exclusive  | Article 133 TCE                               |
| Accord de coopération scientifique et technique entre la Communauté européenne et l'État d'Israël | 10 juin 2003      | Bruxelles         | 12 mai 2004       | Définie   | L154, 21 juin 2003, p. 80     | Exclusive  | Article 170 TCE                               |
| Accord relatif aux mesures de libéralisation réciproques et le remplacement des protocoles 1 et 2 de l'accord d'association CE-Israël - Protocole n° 1 relatif aux dispositions applicables aux importations dans la Communauté de produits agricoles originaires d'Israël - Protocole n° 2 relatif au régime applicable à l'importation en Israël de produits agricoles originaires de la Communauté | 23 décembre 2003  | Bruxelles         | 23 décembre 2003  | Indéfinie | L346, 31 décembre 2003, p. 67 | Exclusive  | Article 133 TCE                               |
| Protocole additionnel à l'accord euro-méditerranéen concernant la prise en compte du cinquième élargissement (phase 1) | 23 février 2006   | Bruxelles         | 1er mai 2006      | Indéfinie | L149, 2 juin 2006, p. 2       | Mixte      | Article 310 TCE                               |
| Accord de coopération scientifique et technique entre la Communauté européenne et l'État d'Israël | 16 juillet 2007   | Bruxelles         | 17 décembre 2008  | Définie   | L220, 25 août 2007, p. 5      | Exclusive  | Article 170 TCE                               |
| Protocole additionnel à l'accord euro-méditerranéen concernant la prise en compte du cinquième élargissement (phase 2) | 31 octobre 2007   | Bruxelles         | 1er décembre 2008 | Indéfinie | L317, 5 décembre 2007, p. 65  | Mixte      | Article 310 TCE                               |
| Protocole à l'accord euro-méditerranéen établissant une association entre les Communautés européennes et l'État d'Israël, et concernant un accord-cadre sur les principes généraux qui régissent la participation de l'État d'Israël aux programmes communautaires | 15 avril 2008     | Bruxelles         | 15 avril 2008     | Indéfinie | L129, 17/ mai 2008, p. 40     | Mixte      | Article 310 TCE                               |
| Accord sur les procédures de sécurité pour l'échange d'informations classifiées entre l'Union européenne et Israël | 11 juin 2009      | Tel Aviv          | pas encore        | Définie   | L192, 24 juillet 2009, p. 64  | Exclusive  | Article 24 TUE                                |
| Accord sous forme d'échange de lettres relatif aux mesures de libéralisation réciproques en matière de produits agricoles | 4 novembre 2009   | Bruxelles         | 1er janvier 2010  | –         | L313, 28 novembre 2009, p. 81 | Exclusive  | Article 133 TCE                               |
| Protocole à l'accord euro-méditerranéen sur l'évaluation de la conformité et l'acceptation des produits industriels (CAA) | 6 mai 2010        | Bruxelles         | 19 janvier 2013   | Indéfinie | L1, 4 janvier 2013, p. 2      | Exclusive  | Article 207 TFUE Article 218 TFUE             |

## Éventuelle candidature israélienne
Bien qu'Israël ne soit pas situé en Europe, il se considère comme faisant partie de la « famille européenne », culturellement parlant. Ce sentiment est aussi celui de beaucoup en Europe, la situation géographique d'Israël étant comparable à celle de Chypre, elle-même déjà membre de l'Union. Israël est déjà membre de multiples fédérations transnationales européennes et prend part à de nombreux évènements sportifs ou culturels européens (tels que l'Eurovision ou le Championnat d'Europe de football). Des ministres israéliens ont déclaré vouloir faire entrer Israël dans l'Union européenne. Le Président du Conseil des ministres italien, Silvio Berlusconi, a déclaré lors d'une visite en Israël en février 2010 que son « plus grand désir » serait de voir Israël rejoindre l'Union. En 2009 déjà, le Haut Représentant de l'Union pour les affaires étrangères et la politique de sécurité de l'époque, Javier Solana, avait déclaré que la très forte relation entre l'État d'Israël et l'Union européenne équivalait à une adhésion de facto à travers la participation de l'État hébreu à nombre de programmes européens.